# Paulo Coultas
Paulo Coultas – argentyński zapaśnik walczący w obu stylach. 
Zajął czwarte miejsce na igrzyskach panamerykańskich w 1995. Srebrny medalista igrzysk Ameryki Południowej w 1994 roku.